# أنديرس هالبيرج
أنديرس هالبيرج (بالسويدية: Anders Hallberg) هو كيميائي سويدي، ولد في 29 أبريل 1945.